# Vianos
Vianos er en by og kommune i det sydøstlige Spanien i provinsen Albacete. Den har et indbyggertal på 320 (2024) indbyggere.